# 林玉書 (醫生)
林玉書（1881年—1964年:172），字臥雲，號香亭，又號六一山人，臺灣嘉義水上人:173。臺灣總督府醫學校畢業後，返回家鄉行醫。而在家鄉行醫的同時，也參加嘉義各個詩社（茗香吟社、羅山吟社等）。著有《臥雲吟草》、《臥雲吟草續集》等書。此外他詩書畫俱佳，擅長畫松竹，也喜歡養蘭花、下圍棋。

## 生平
林玉書自幼學習漢學古籍，日治初期進入嘉義國語傳習所學習，明治三十年（1897年）畢業後進入臺灣總督府嘉義病院擔任翻譯:173。因為有志從醫，得到嘉義病院藍澤院長推薦，於明治卅三年（1900年）進入臺灣總督府醫學校就讀:173。明治卅六年（1903年）畢業後返回嘉義病院任職，之後自行開設「慎德醫院」:173。他專攻內科與小兒科，是嘉義市第一位臺籍西醫:173。而除了行醫之外，他也與賴雨若等人組茗香吟社，後來又跟白玉簪等人創立羅山吟社。此外也被無名吟社聘為顧問。
大正十二年（1923年）羅山、玉峰、鷗社、樸雅等詩社合組為「嘉社」，林玉書便曾被推舉為嘉社第二屆專務。昭和三年（1928年）與蘇孝德組織「鴉社書畫會」舉辦聯展。
晚年隱居在高雄市南園。其手稿由後人林富美.林貴美捐贈給嘉義市立文化中心。
創立私人幼兒園（曙幼兒園），後改名為曙光幼兒園，為當時台灣少數私人興辦之幼兒教育機構。
於大正三年(1914)響應中部紳耆林烈堂、林獻堂、林熊徵、辜顯榮、蔡蓮舫諸先生奮然興起，共同參與籌設一所供臺人子弟就讀之學校，為現今之臺中市立臺中第一高級中學學校。
政治方面，緣於與蔣渭水.陳澄波等人之故，曾任台灣民眾黨嘉義支部議長一職。

## 著作
- 《臥雲吟草》：詩集。林玉書在世時（1957年），由其子林啟三以《臥雲吟草初集》的名稱自費出版[1][2]:174。亦有龍文出版社1992年出版的版本[3]。
- 《臥雲吟草續集》：林啟三在1972年將林玉書遺稿編輯成冊出版[2]:174。亦有龍文出版社2009年出版的版本[2]:174。
- 《醉霞亭集》：已亡佚[1]。共2卷[3]。
- 《讀老隨筆》：分甲乙丙丁集，4冊[1]。
- 《六一山人讀書筆記》
- 《摭拾錄》
- 《什記》